# 沢田退蔵
沢田 退蔵（さわだ たいぞう、澤田退蔵とも記す。1893年6月7日 - 1970年2月13日）は日本の実業家。鳥取県岩井郡浦富村（現・岩美郡岩美町）出身。

## 人物
オックスフォード大学卒。三菱財閥本社にはいる。その後、三菱より富士紡績に派遣され、大正14年32歳にして取締役就任、昭和19年代表取締役専務（社長に継ぐ次席幹部）に就任。鈴木商店再建のため日本商事（後の双日）設立に尽力、各務記念財団理事、後楽社社長にもなる。終戦後、財閥解体により公職追放。混乱期の中、大山ハム、東京特殊紡績、ジャパパム・エンジニアリング・カンパニーを創業し社長を務める。日伯中央協会理事として日本・ブラジルの友好につとめる傍ら、（財）日本科学振興財団の役員（評議員）として設立に尽力する。外交官沢田節蔵（元国際連盟代表）と沢田廉三（元国連大使）は兄。

## 家族親族
- 妻：光子（父は元東京海上会長・損害保険の父といわれた各務鎌吉。母は土佐藩士藤岡正敏の娘で三菱岩崎弥太郎・岩崎弥之助の姪繁尾。）
- 長男：信吉
- 長女：恒子
- 次女：春子
- 次男：謙蔵
- 三女：和子